# Татакис, Димитрис
Дими́трис Тата́кис (греч.  Δημήτρης Τατάκης, Андрос 1913 — Макронисос 10 января 1949) — греческий торговый моряк и профсоюзный деятель, член Коммунистической партии Греции. Именуется «Прометей» концлагеря Макронисос.

## Биография
Димитрис Татакис родился на острове Андрос.
Как и многие его земляки-островитяне, после школы работал на торговых судах, сначала курсантом, затем палубным офицером. Был вовлечён в профсоюзное движение моряков.
Вторая мировая война застала его в океанском рейсе. Татакис принял участие в мобилизации греческих экипажей в антифашистской борьбе, сначала как член Союза штурманов, а после 1943 года, как член Исполнительного комитета Федерации Организаций Греческих Моряков (ΟΕNO).
Вместе с другими руководителями профсоюза греческих моряков, материализовал лозунг ΟΕΝΟ «держать суда на ходу».
Добровольцем принял участие в союзной высадке в Нормандии, где наряду с греческими корветами «Томбазис» и «Криезис» приняли и суда греческого торгового флота.
Пароходы «Агиос Спиридон» (капитан Г. Самотракис) и «Георгиос П.» (капитан Д. Парисис) были затоплены экипажами на мелководье, для создания волнолома. По свидетельству стармеха парохода «Агиос Спиридон», А. Фуртулакиса, палубный офицер Татакис был в составе экипажа этого парохода, при его затоплении у места высадки.
Экипажи на суда подлежащие затоплению были набраны из добровольцев, после обращению союзного командования к двум секретарям профсоюза греческих моряков, одним из которых был коммунист Антонис Абатиелос.
Несмотря на военное время, вместе со своими товарищами Татакис боролся и добился Коллективного трудового соглашения, подписанного ΟΕΝΟ и судовладельцами, которое предусматривало значительные изменения в условиях жизни, работы и заработной платы моряков.
Эта деятельность стала причиной послевоенного преследования активистов ΟΕΝΟ, поскольку согласно судовладельческим кругам, они были ответственны за то что «что греческое судно потеряло своё единственное преимущество, низкие эксплуатационные расходы, которое позволяло ему успешно конкурировать с иностранными торговыми флотами». Активисты ΟΕΝΟ, те самые что руководили греческими торговыми моряками в антифашистской войне, подверглись тюремному заключению, пыткам, ссылкам и расстрелам.
Татакис вернулся в Грецию в 1945 году на пароходе «Эллас» и сразу был уволен, как зачинщик забастовки на судне. С момента увольнения и до своего ареста, находился в полу-подпольном положении, посвятив свои силы организации борьбы моряков.
8 января 1948 года Компартия Греции официально была объявлена вне закона. 16 января охранка совершила налёт на центральный офис ΟΕΝΟ, по сути ликвидировав организацию. Газета «Голос моряка» была закрыта. Многие партийные и профсоюзные деятели были арестованы. Был организован суд над ΟΕΝΟ.
Перед трибуналом предстали 36 обвиняемых. Для отсутствующих 40, среди которых был и Татакис, был проведен отдельный процесс. Все они обвинялись в том что ставили своей целью «передать часть греческой территории третьей стране» и в «потрясении национальной валюты». Суд завершился приговором 10 коммунистов-деятелей ΟΕΝΟ к смерти, 8 к пожизненному заключению, остальные к меньшим срокам заключения.
В том же, 1948, году Татакис был арестован. Первоначально он был послан в ссылку на остров Икария, после чего, 5 ноября 1948 года, был переведен в Военную тюрьму Афин (ΣΦΑ) на острове Макронисос.
По прибытии в ΣΦΑ прошёл первый, обычный, круг пыток которым встречали новых заключённых. Был брошен в клетку изолятора, а затем, вместе с другими заключёнными, отказавшимися подписаться под «отречением» от своих идей, прошёл через новый круг пыток. Татакис выстоял, не подписав отречение.
14 мая 1949 года был переведён в центральное отделение охранки Афин для специального допроса. «Специалисты следователи» убедились в том, что это «нераскаявшийся» коммунист и что его не сломить и отправили его вновь на Макронисос, для дальнейшего «перевоспитания».

### Голгофа 33 суток
8 июня 1949 года Татакис вернулся на Макронисос. Охранники подготовили для него особую пытку, предназначенную сломить его или психически или физически: «Стояние до смерти».
Согласно этой извращённой бесчеловечной пытке, узник погружался в море и после того как его кожа вобрала достаточно много соли, искусно привязывался к столбу, с тем чтобы он стоял на ногах, но не мог опираться на столб или висеть, не причиняя себе боли. Двое охранников круглосуточно дежурили, чтобы он не сумел присесть ни на минуту и ни с кем не разговаривал. Строго 5 минут в сутки ему разрешалось присесть для приёма пищи.
Местом пытки была выбрана прибрежная скала перед палатками тысяч узников лагеря.
«Сломление» Татакиса должно было произойти на виду у всех, чтобы подавить дух узников.
Дни шли один за другим, но «капитан» (в действительности Татакис был старпомом) не был сломлен.
Через неделю один из его мучителей, по фамилии Котрас, обратился к нему: «Спорим что ты подпишешь отречение».
Татакис ответил, что он отказывается заключить пари, так как Котрас был беден и он его жалеет, поскольку мучитель проиграет спор.
Заключение лагерных врачей было, что никто не может, в силу природы, выжить после 12-15 дней этой пытки.
Дни шли, боли становились невыносимыми, конечности опухли и почернели, вокруг лодыжек образовались кровяные кольца, галлюцинации стали ежедневным явлением. 33-й день. Татакис не был сломлен, он не подписал отречения. Но охранники не желали создать пример мученика-героя. Пытка была прекращена. На вопрос охранников зачем он это сделал, Татакис ответил:
«Я сделал это чтобы доказать, что запрограммированную человеческую выносливость, бойцы могут превзойти когда верят и желают. Нет неприступных крепостей для коммунистов!».

### Смерть
Не сумев сломить Татакиса, охранники приняли решение убить его, но не на виду у всего лагеря.
«Капитан» был переведён в клетку изолятора вместе с 20 другими заключёнными.
Под предлогом наведения порядка, ночью 9 января 1949 года, охранники, вооружённые ломами, совершили налёт на изолятор. При групповом многочасовом избиении заключённых основной целью был Татакис.
Его руки и ноги были опухшими и чёрными, пальцы одной руки были гнойными. Именно по этим пальцам его ударили штыком
На рассвете Татакис был мёртв. Детали его смерти были описаны узником Яннисом Палавосом.